# Léon Dufrène
Léon Dufrène, né le 27 mai 1880 à Paris et mort le 24 août 1917 à Verdun, est un sculpteur français.

## Biographie
Léon Dufrène est le fils de Benjamin Constant Dufrène, serrurier, et Jeanne Brun, couturière.
Il grandit à Tarbes et étudie à Bigorre auprès d’Edmond Desca.
En 1904 à Malakoff, il épouse Séraphine Charlotte Brosse.
À Paris, il est élève de Louis-Ernest Barrias. Il obtient une mention honorable en 1908 et une médaille de 3e classe en 1909.
Célèbre surtout pour ses sculptures d’enfants (il est surnommé le sculpteur des bambinis), il remporte le prix Eugène-Piot en 1914.
Il est officier d'académie en 1912.
Il vit à Neuilly-sur-Seine lorsque la Première Guerre mondiale est déclarée, il est mobilisé.
Lieutenant au 272e régiment d'infanterie, il réalise lors de ses repos quelques pièces dont Poilu écrivant une lettre et Fantassin en patrouille. Il est tué à l'ennemi à l'âge de 37 ans. Il est décoré de la Croix de guerre.